# Caio Sécio Campano
Caio Sécio Campano (em latim: Gaius Secius Campanus) foi um senador romano nomeado cônsul sufecto para o nundínio de 13 de janeiro a fevereiro (ou abril) de 86 com Sérvio Cornélio Dolabela Petroniano.